# Lavinia Gianoni
Lavinia Gianoni (Pavía, Italia, 31 de enero de 1911-Italia, 2005) fue una gimnasta artística italiana, subcampeona olímpica en Ámsterdam 1928 en el concurso por equipos.

## Carrera deportiva
En las Olimpiadas celebradas en Ámsterdam en 1928 gana medalla de plata en el concurso por equipos, tras las neerlandesas y por delante de las británicas, siendo sus compañeras de equipo las gimnastas: Bianca Ambrosetti, Luigina Giavotti, Virginia Giorgi, Germana Malabarba, Carla Marangoni, Luigina Perversi, Diana Pizzavini, Luisa Tanzini, Carolina Tronconi, Ines Vercesi y Rita Vittadini.